# Zamarada amelga
Zamarada amelga là một loài bướm đêm trong họ Geometridae.